# 船橋大神宮灯明台
座標: 北緯35度41分45.43秒 東経139度59分36.24秒 / 北緯35.6959528度 東経139.9934000度
船橋大神宮灯明台（ふなばしだいじんぐうとうみょうだい）は、千葉県船橋市にある灯明台である。千葉県指定の有形民俗文化財になっている。2016年4月1日に船橋市景観重要建造物に指定された。

## 概要
江戸時代、船橋大神宮境内には常夜の鐘があり、夜間に沿岸を航海する際の目安にされていたが、1868年（慶応4年）に起きた戊辰戦争の戦災によって焼失してしまった。その為本格的な施設の再建が望まれ、地元有志らの寄付によって同大神宮境内の小高い丘（標高27m）に船橋大神宮灯明台が建てられた。建造地にはかつて浅間神社があったことから「浅間灯明台」と呼ばれていた。
1880年（明治13年）の設置から1895年（明治28年）に停止するまで、「政府公認の民設灯台」として機能していた。光源の石油ランプに錫製の反射鏡を組合わせた構造となっており、光は11km（6海里）先まで届く程だったといわれる。1階と2階は和風で、3階の灯室が西洋風の造りとなっている。